# Wayne Hynes
Pour les articles homonymes, voir Hynes.
Wayne Hynes (né le 26 mai 1969 à Calgary, Alberta) est un joueur canado-allemand de hockey sur glace.

## Carrière

### En tant que joueur
L'attaquant commence sa carrière chez les Tigers de Medicine Hat en LHOu, avec qui il remporte deux fois la Coupe Memorial en 1987 et 1988. Après deux ans dans l'équipe de l'université de Calgary inscrite dans le championnat interuniversitaire, il vient en Europe en 1991, en Allemagne au Grefrather EC, en 2. Bundesliga.
Après la relégation de l'équipe de Grefrath en Oberliga et une autre année avec le TuS Geretsried, Hynes rejoint les SERC Wild Wings dans le nouveau championnat élite en 1994. Après avoir joué les play-offs pour les Schlittschuh Club Langnau Tigers de la saison 1998-1999 de la LNA, il signe pour la saison 1999-2000 avec les München Barons avec qui il remporte le championnat. Après ce titre, il part pour les Adler Mannheim et conserve ce titre avec cette équipe la saison suivante. De 2003 à 2005, il va aux Hamburg Freezers puis le reste de la saison 2004-2005 avec les Scorpions de Hanovre.
À l'été 2005, Hynes revient aux SERC Wild Wings, relégué en 2. Bundesliga et finit sa carrière en 2007 avec les Huskies de Cassel dans le même championnat.
Wayne Hynes est sélectionné pour l'équipe d'Allemagne de hockey sur glace avec qui il dispute les championnats du monde 2001 et 2002, ainsi que les Jeux olympiques de 2002 à Salt Lake City.

### En tant qu'entraîneur
Wayne Hynes commence sa carrière d'entraîneur chez les Eisbären Regensburg lors de la saison 2007-2008 de 2. Bundesliga, mais le 8 janvier 2008, l'équipe annonce son licenciement. Au mois de novembre de la même année, il est engagé par l'ETC Crimmitschau, cependant son contrat n'est pas renouvelé en fin de saison. Hynes entraîne aujourd'hui les jeunes des SERC Wild Wings et dirige l'école de formation.